# Неофит Рилски (село)
Неофит Рилски е село в Североизточна България. То се намира в община Ветрино, област Варна.

## География

### Разположение
Селото е разположено в равнинна местност, без гориста растителност. Има плодородна земя и пасища за развиване на скотовъдство. Намира се на 7 км северно от гр. Девня, на 8 км югоизточно от село Ветрино, на 1,5 км северно от село Габърница до автомагистралата Варна – София и на 6 км западно от селата Суворово и Чернево. Отстои на 14 км североизточно от гр. Провадия.

### Близост до исторически обекти
Не може да не се спомене за така наречената от жителите на селото Ингилишка могила, намираща се до старото шосе Неофит Рилски – Ветрино. Край могилата по време на Кримската война /1853 – 1856 г./ е квартирувал английски военен обоз.

### Климат
Климатът на селото е умерен към континентален. През пролетта преобладава североизточен вятър, с температури от 10 – 15 градуса. През лятото се появява умерен морски бриз и западен топъл вятър с температури от порядъка на 19 – 29 градуса. През месец август до 34 градуса. През зимния сезон духа северен вятър. Температурите варират -12 до – 8 градуса. От екологична гледна точка въздухът и водите отговарят на санитарните норми.

## История

### Възникване и история на името
Първото му име още от времето на Второто Българско царство е Юртлука. Най-рано намерен документален материал за името на селото е от 1573 г., когато се е наричало Кутлу бег – на български означава „благословено място“. Името е от татарски произход. След два века, през 1767 г. приема чисто турското име Кутлу бей (благословен бей).
След Освобождението на България от османска власт, минават над петдесет години и едва през 1934 г. селото приема името – Неофит Рилски, на първия възрожденски просветител.
В книгата на краеведа Борис Митев – родом от село Неофит Рилски „Село Неофит Рилски и неговите хора“ с увереност се съобщава, че селото е създадено по времето на Втората българска държава – след 1185 година. Анализирайки историческите събития и предания от стари местни жители, местността „Юртлука“ е старото място на село Неофит Рилски, съществувало преди падането на България под османска власт.
По време на османската власт жителите на селото преживяват редица съществени събития.
Първото от тях е: през 1444 г. когато младият полско-унгарски крал Владислав III Ягело и трансилванският войвода Януш Хунияди с войската си достигат до Горна Оряховица, превземат Шумен.
Достигайки Нови пазар, се разделят на две колони. Главното ядро на войската, под командването на Владислав III потегля и минава през селищата: Нови пазар, Естипе/Ветрино/, Кутлубей/Неофит Рилски/, Девня, Марково/Повеляново/ и достигат северните брегове на Белославското езеро.
Втората колона потегля под командването на кардинал Чезарин и минават през селищата: Нови пазар, Венчан, Провадия, Синдел и достигат до южния бряг на Белославското езеро.
През 1475 година в Североизточна България започват да се заселват татари колонисти. Голяма част от тях са пленници. Повечето татари не подминават селото, заселват в него и му дават и името Кутлубек. Понастоящем в южната част на селото има стари изоставени татарски гробища, неизследвани още от археолозите.
Малко известно на българския народ е събитието – подготовката за големия бунт, на българи и арнаути от селата Арнаутлар /Староселец?, Джиздаркьой /Добрина/, Манастир, Дерекьой /Петров дол/, Ахъркьой /Габърница/.
Центърът на готвения бунт е Староселец, отстоящ на 3 км от село Кутлубей. Със сигурност кутлубейци са взели участие при събирането на боеприпаси, оръжие и муниции. Бунтът е целял да се попречи на турските управници да помохамеданчат българското население в Провадийския край. Известно е, че са извършвани насилия и опити за потурчване на млади българи от Кутлубей през 1573 година. Бунтът се ръководел от външни образовани хора в лицето на Дубровнишките търговци, заселени в Провадия през 1580 година. Това се разбира от видния католик Доброчанин Павел Джорджич, който по онова време имал търговска къща в Провадия. Като духовен пастир, успява да построи католически църковен храм в Провадия през 1637 г. и да проповядва на българи и арнаути християнска католическа религия. Така се стига и до подготовката на бунта през 1689 г.
При избухване на Руско-турската война през 1877 година местният поп Захарий е задържан като комита от турците.

### След Освобождението от османско робство
С решение на Министерски съвет от март 1923 г. в селото е открита телефоно-пощенска станция.
През 1931 г. започва обсъждането за преименуване на името на село Кутлу-бей. Има две предложения – Равнище и Неофит Рилски. По предложение на местния учител Кючюков (Димитър Георгиев Кючуков), на 14 август 1934 г. селото е преименувано на Неофит Рилски.

## Население
Численост на населението според преброяванията през годините:
| \| Година на преброяване \| Численост \| \| --------------------- \| --------- \| \| 1934 \| 1614 \| \| 1946 \| 1762 \| \| 1956 \| 1663 \| \| 1965 \| 1489 \| \| 1975 \| 1417 \| \| 1985 \| 1098 \| \| 1992 \| 1099 \| \| 2001 \| 1026 \| \| 2011 \| 785 \| \| 2021 \| 781 \| |           |
| Година на преброяване | Численост |
| 1934 | 1614      |
| 1946 | 1762      |
| 1956 | 1663      |
| 1965 | 1489      |
| 1975 | 1417      |
| 1985 | 1098      |
| 1992 | 1099      |
| 2001 | 1026      |
| 2011 | 785       |
| 2021 | 781       |

### Етнически състав

#### Преброяване на населението през 2011 г.
Численост и дял на етническите групи според преброяването на населението през 2011 г.:
|                     | Численост | Дял (в %) |
| Общо                | 785       | 100.00    |
| Българи             | 727       | 92.61     |
| Турци               | 6         | 0.76      |
| Цигани              | —         | —         |
| Други               | 4         | 0.50      |
| Не се самоопределят | —         | —         |
| Неотговорили        | 48        | 6.11      |

## Други
На 3 км от селото се намира най-голямата електроразпределителна подстанция „ВАРНА 750/400 kV“. Строежът ѝ започва през 1983 г. Замисълът е да се докара нова енергийна мощност за България от бившия СССР, която да се използва, ако откаже някой от двата V или VI реактор, които са по 1000 MW. Строи се успоредно с електропровода „Съединение“ 750 kV, който е входен.
В уредба 750 kV се разделя на 2, минава през трансформатори и излизат 2 по 400 kV, с мощност по 1240 МW, по-голяма от V и VI реактор на АЕЦ „Козлодуй“. В уредба 400 kV се разпределя на 4 изходящи електропровода. Има резервни полета, които са замислени за вкарване на електропроводи от АЕЦ „Белене“.
На два километра от селото през 2021 г. е направен исторически парк с възстановка на различните епохи по българските земи от праистория, траки, римско време, от Първото и Второто българско царство.